# Campeonato Paulista 2025
El Campeonato Paulista de Fútbol 2025 fue la 124.ª edición del principal campeonato de clubes de fútbol del estado de São Paulo (Brasil). El torneo fue organizado por la Federación Paulista de Fútbol (FPF) y se extendió desde el 15 de enero hasta el 27 de marzo. Concedió cinco cupos para la Copa de Brasil 2026 y tres cupos para el Campeonato Brasileño de Serie D para clubes no pertenecientes a la Serie A, Serie B o Serie C del Brasileirão.

## Sistema de juego
Los dieciséis clubes son divididos en cuatro grupos con cuatro equipos cada uno. En la primera fase, cada equipo enfrenta a todos los clubes de los otros grupos, totalizando de esta manera doce partidos jugados. Los dos primeros clasificados de cada grupo avanzan a cuartos de final, enfrentándose entre ellos a partido único en casa del club con mejor campaña en la primera fase. Las semifinales también son disputadas a partido único. La final se juega a partidos de ida y vuelta, sin tener en cuenta el gol en condición de visitante. En cada llave, en caso de empate, el ganador se decide a través de la tanda de penaltis.
Los dos equipos con peor puntaje en la tabla general descenderán al Campeonato Paulista Serie A2, la segunda categoría.

## Equipos participantes

### Ascensos y descensos
| Pos. | Descendidos en la temporada 2024 |
| ---- | -------------------------------- |
| 15.º | Ituano                           |
| 16.º | Santo André                      |

| Pos. | Ascendidos de la Serie A2 2024 |
| ---- | ------------------------------ |
| 1.º  | Velo Clube                     |
| 2.º  | Noroeste                       |

### Información de los equipos
| Equipo              | Ciudad                | Estadio (Capacidad)                | Posición 2024  | Títulos (último) |
| ------------------- | --------------------- | ---------------------------------- | -------------- | ---------------- |
| Água Santa          | Diadema               | Distrital do Inamar (10 000)       | 10.º           | 0                |
| Botafogo-SP         | Ribeirão Preto        | Santa Cruz (29 292)                | 13.º           | 0                |
| Corinthians         | São Paulo             | Neo Química Arena (48 000)         | 12.º           | 30 (2019)        |
| Guarani             | Campinas              | Brinco de Ouro (30 000)            | 14.º           | 0                |
| Inter de Limeira    | Limeira               | Major José Levy Sobrinho (18 000)  | 6.º            | 1 (1986)         |
| Noroeste            | Bauru                 | Alfredo de Castilho (15 420)       | 2.º (Serie A2) | 0                |
| Mirassol            | Mirassol              | José María de Campos Maia (15 000) | 11.º           | 0                |
| Novorizontino       | Novo Horizonte        | Jorge Ismael de Biasi (12 398)     | 5.º            | 0                |
| Palmeiras           | São Paulo             | Allianz Parque (43 713)            | Campeón        | 26 (2024)        |
| Ponte Preta         | Campinas              | Moisés Lucarelli (19 728)          | 7.º            | 0                |
| Portuguesa          | São Paulo             | Canindé (21 004)                   | 8.º            | 3 (1973)         |
| Red Bull Bragantino | Bragança Paulista     | Nabi Abi Chedid (17 022)           | 3.º            | 1 (1990)         |
| Velo Clube          | Río Claro             | Benitão (8100)                     | 1.º (Serie A2) | 0                |
| Santos              | Santos                | Vila Belmiro (16 798)              | 2.º            | 22 (2016)        |
| São Bernardo        | São Bernardo do Campo | Primeiro de Maio (15 759)          | 9.º            | 0                |
| São Paulo           | São Paulo             | Morumbi (72 039)                   | 4.º            | 22 (2021)        |

## Primera fase

### Grupo A
| Pos. | Equipo           | Pts. | PJ | G | E | P | GF | GC | Dif. | Clasificación |
| ---- | ---------------- | ---- | -- | - | - | - | -- | -- | ---- | ------------- |
| 1    | Corinthians      | 27   | 12 | 8 | 3 | 1 | 20 | 13 | +7   | Fase final    |
| 2    | Mirassol         | 16   | 12 | 5 | 1 | 6 | 21 | 21 | 0    | Fase final    |
| 3    | Botafogo-SP      | 11   | 12 | 2 | 5 | 5 | 8  | 13 | −5   |               |
| 4    | Inter de Limeira | 7    | 12 | 0 | 7 | 5 | 9  | 19 | −10  |               |

 Fuente: Soccerway

### Grupo B
| Pos. | Equipo              | Pts. | PJ | G | E | P | GF | GC | Dif. | Clasificación |
| ---- | ------------------- | ---- | -- | - | - | - | -- | -- | ---- | ------------- |
| 1    | Santos              | 18   | 12 | 5 | 3 | 4 | 20 | 14 | +6   | Fase final    |
| 2    | Red Bull Bragantino | 17   | 12 | 5 | 2 | 5 | 14 | 13 | +1   | Fase final    |
| 3    | Guarani             | 13   | 12 | 3 | 4 | 5 | 14 | 14 | 0    |               |
| 4    | Portuguesa          | 13   | 12 | 2 | 7 | 3 | 15 | 16 | −1   |               |

 Fuente: Soccerway

### Grupo C
| Pos. | Equipo        | Pts. | PJ | G | E | P | GF | GC | Dif. | Clasificación |
| ---- | ------------- | ---- | -- | - | - | - | -- | -- | ---- | ------------- |
| 1    | São Paulo     | 19   | 12 | 5 | 4 | 3 | 18 | 13 | +5   | Fase final    |
| 2    | Novorizontino | 18   | 12 | 4 | 6 | 2 | 13 | 11 | +2   | Fase final    |
| 3    | Noroeste      | 8    | 12 | 1 | 5 | 6 | 12 | 19 | −7   |               |
| 4    | Água Santa    | 7    | 12 | 1 | 4 | 7 | 10 | 23 | −13  |               |

 Fuente: Soccerway

### Grupo D
| Pos. | Equipo       | Pts. | PJ | G | E | P | GF | GC | Dif. | Clasificación |
| ---- | ------------ | ---- | -- | - | - | - | -- | -- | ---- | ------------- |
| 1    | São Bernardo | 23   | 12 | 7 | 2 | 3 | 19 | 16 | +3   | Fase final    |
| 2    | Palmeiras    | 23   | 12 | 6 | 5 | 1 | 21 | 10 | +11  | Fase final    |
| 3    | Ponte Preta  | 22   | 12 | 6 | 4 | 2 | 12 | 8  | +4   |               |
| 4    | Velo Clube   | 13   | 12 | 3 | 4 | 5 | 13 | 16 | −3   |               |

 Fuente: Soccerway

### Resultados
| Fecha 1             | Fecha 1   | Fecha 1          |
| Local               | Resultado | Visitante        |
| ------------------- | --------- | ---------------- |
| Novorizontino       | 0 – 1     | Ponte Preta      |
| Velo Clube          | 0 – 2     | Noroeste         |
| Guarani             | 2 – 0     | Botafogo-SP      |
| Palmeiras           | 2 – 0     | Portuguesa       |
| Água Santa          | 1 – 2     | São Bernardo     |
| Red Bull Bragantino | 1 – 2     | Corinthians      |
| Santos              | 2 – 1     | Mirassol         |
| São Paulo           | 0 – 0     | Inter de Limeira |

| Fecha 2          | Fecha 2   | Fecha 2             |
| Local            | Resultado | Visitante           |
| ---------------- | --------- | ------------------- |
| Inter de Limeira | 0 – 0     | Guarani             |
| Noroeste         | 1 – 1     | Palmeiras           |
| Portuguesa       | 2 – 2     | Novorizontino       |
| Mirassol         | 6 – 0     | Água Santa          |
| São Bernardo     | 3 – 2     | Red Bull Bragantino |
| Corinthians      | 2 – 1     | Velo Clube          |
| Ponte Preta      | 1 – 1     | Santos              |
| Botafogo-SP      | 0 – 0     | São Paulo           |

| Fecha 3             | Fecha 3   | Fecha 3          |
| Local               | Resultado | Visitante        |
| ------------------- | --------- | ---------------- |
| Novorizontino       | 1 – 1     | Inter de Limeira |
| Red Bull Bragantino | 1 – 0     | Velo Clube       |
| Santos              | 1 – 2     | Palmeiras        |
| Ponte Preta         | 0 – 0     | Portuguesa       |
| Corinthians         | 2 – 1     | Água Santa       |
| São Bernardo        | 1 – 2     | Mirassol         |
| São Paulo           | 1 – 0     | Guarani          |
| Noroeste            | 0 – 0     | Botafogo-SP      |

| Fecha 4          | Fecha 4   | Fecha 4             |
| Local            | Resultado | Visitante           |
| ---------------- | --------- | ------------------- |
| Inter de Limeira | 1 – 1     | Ponte Preta         |
| Água Santa       | 3 – 0     | Red Bull Bragantino |
| Velo Clube       | 2 – 1     | Santos              |
| Palmeiras        | 1 – 2     | Novorizontino       |
| Botafogo-SP      | 0 – 1     | São Bernardo        |
| Mirassol         | 2 – 1     | Portuguesa          |
| São Paulo        | 3 – 1     | Corinthians         |
| Guarani          | 2 – 0     | Noroeste            |

| Fecha 5       | Fecha 5   | Fecha 5             |
| Local         | Resultado | Visitante           |
| ------------- | --------- | ------------------- |
| Novorizontino | 1 – 1     | Velo Clube          |
| Palmeiras     | 0 – 0     | Red Bull Bragantino |
| Mirassol      | 3 – 2     | Guarani             |
| São Bernardo  | 3 – 1     | Santos              |
| Noroeste      | 2 – 2     | Inter de Limeira    |
| Ponte Preta   | 0 – 1     | Corinthians         |
| Botafogo-SP   | 1 – 1     | Água Santa          |
| Portuguesa    | 1 – 2     | São Paulo           |

| Fecha 6             | Fecha 6   | Fecha 6       |
| Local               | Resultado | Visitante     |
| ------------------- | --------- | ------------- |
| Red Bull Bragantino | 1 – 2     | Novorizontino |
| Inter de Limeira    | 1 – 2     | São Bernardo  |
| Portuguesa          | 3 – 2     | Botafogo-SP   |
| Corinthians         | 2 – 1     | Noroeste      |
| Santos              | 3 – 1     | São Paulo     |
| Velo Clube          | 0 – 1     | Mirassol      |
| Água Santa          | 0 – 1     | Ponte Preta   |
| Guarani             | 1 – 4     | Palmeiras     |

| Fecha 7          | Fecha 7   | Fecha 7             |
| Local            | Resultado | Visitante           |
| ---------------- | --------- | ------------------- |
| Velo Clube       | 2 – 2     | Portuguesa          |
| Inter de Limeira | 1 – 1     | Red Bull Bragantino |
| Noroeste         | 1 – 2     | Ponte Preta         |
| Santos           | 1 – 1     | Botafogo-SP         |
| São Paulo        | 4 – 1     | Mirassol            |
| São Bernardo     | 1 – 1     | Novorizontino       |
| Guarani          | 4 – 0     | Água Santa          |
| Palmeiras        | 1 – 1     | Corinthians         |

| Fecha 8             | Fecha 8   | Fecha 8          |
| Local               | Resultado | Visitante        |
| ------------------- | --------- | ---------------- |
| Portuguesa          | 2 – 0     | Inter de Limeira |
| Botafogo-SP         | 1 – 0     | Velo Clube       |
| Mirassol            | 1 – 1     | Noroeste         |
| Red Bull Bragantino | 1 – 0     | São Paulo        |
| Novorizontino       | 0 – 0     | Santos           |
| Ponte Preta         | 2 – 0     | Guarani          |
| Água Santa          | 1 – 1     | Palmeiras        |
| Corinthians         | 2 – 0     | São Bernardo     |

| Fecha 9          | Fecha 9   | Fecha 9             |
| Local            | Resultado | Visitante           |
| ---------------- | --------- | ------------------- |
| Botafogo-SP      | 1 – 0     | Red Bull Bragantino |
| Noroeste         | 2 – 3     | São Bernardo        |
| Mirassol         | 1 – 2     | Ponte Preta         |
| Água Santa       | 0 – 0     | Portuguesa          |
| Corinthians      | 2 – 1     | Santos              |
| Guarani          | 0 – 0     | Novorizontino       |
| Inter de Limeira | 0 – 3     | Palmeiras           |
| São Paulo        | 3 – 3     | Velo Clube          |

| Fecha 10            | Fecha 10  | Fecha 10         |
| Local               | Resultado | Visitante        |
| ------------------- | --------- | ---------------- |
| Ponte Preta         | 0 – 0     | Botafogo-SP      |
| Portuguesa          | 2 – 2     | Corinthians      |
| São Bernardo        | 1 – 0     | Guarani          |
| Velo Clube          | 2 – 1     | Inter de Limeira |
| Palmeiras           | 0 – 0     | São Paulo        |
| Red Bull Bragantino | 2 – 1     | Noroeste         |
| Santos              | 3 – 1     | Água Santa       |
| Novorizontino       | 2 – 1     | Mirassol         |

| Fecha 11            | Fecha 11  | Fecha 11         |
| Local               | Resultado | Visitante        |
| ------------------- | --------- | ---------------- |
| Novorizontino       | 0 – 1     | Corinthians      |
| Água Santa          | 2 – 2     | Inter de Limeira |
| Guarani             | 1 – 1     | Velo Clube       |
| Santos              | 3 – 0     | Noroeste         |
| São Paulo           | 1 – 2     | Ponte Preta      |
| Red Bull Bragantino | 3 – 0     | Mirassol         |
| Palmeiras           | 3 – 1     | Botafogo-SP      |
| Portuguesa          | 1 – 1     | São Bernardo     |

| Fecha 12         | Fecha 12  | Fecha 12            |
| Local            | Resultado | Visitante           |
| ---------------- | --------- | ------------------- |
| Botafogo-SP      | 1 – 2     | Novorizontino       |
| Corinthians      | 2 – 2     | Guarani             |
| Noroeste         | 1 – 1     | Portuguesa          |
| Inter de Limeira | 0 – 3     | Santos              |
| Mirassol         | 2 – 3     | Palmeiras           |
| Ponte Preta      | 0 – 2     | Red Bull Bragantino |
| São Bernardo     | 1 – 3     | São Paulo           |
| Velo Clube       | 1 – 0     | Água Santa          |

## Fase final
|  | Cuartos de final | Cuartos de final    | Cuartos de final |           |   | Semifinales     | Semifinales     | Semifinales     |  |   | Final            | Final            | Final            | Final            | Final            |  |
|  | 1 al 3 de marzo  | 1 al 3 de marzo     | 1 al 3 de marzo  |           |   | 9 y 10 de marzo | 9 y 10 de marzo | 9 y 10 de marzo |  |   | 16 y 27 de marzo | 16 y 27 de marzo | 16 y 27 de marzo | 16 y 27 de marzo | 16 y 27 de marzo |  |
|  |                  |                     |                  |           |   |                 |                 |                 |  |   |                  |                  |                  |                  |                  |  |
|  |                  |                     |                  |           |   |                 |                 |                 |  |   |                  |                  |                  |                  |                  |  |
|  | 1A               | Corinthians         | 2                |           |   |                 |                 |                 |  |   |                  |                  |                  |                  |                  |  |
|  | 1A               | Corinthians         | 2                |           |   |                 |                 |                 |  |   |                  |                  |                  |                  |                  |  |
|  | 2A               | Mirassol            | 0                |           |   |                 |                 |                 |  |   |                  |                  |                  |                  |                  |  |
|  | 2A               | Mirassol            | 0                |           | 1 | Corinthians     | 2               |                 |  |   |                  |                  |                  |                  |                  |  |
|  |                  |                     |                  |           | 1 | Corinthians     | 2               |                 |  |   |                  |                  |                  |                  |                  |  |
|  |                  |                     | 4                | Santos    | 1 |                 |                 |                 |  |   |                  |                  |                  |                  |                  |  |
|  | 1B               | Santos              | 4                | Santos    | 1 | 2               |                 |                 |  |   |                  |                  |                  |                  |                  |  |
|  | 1B               | Santos              |                  |           |   |                 |                 |                 |  |   |                  |                  |                  |                  |                  |  |
|  | 2B               | Red Bull Bragantino | 0                |           |   |                 |                 |                 |  |   |                  |                  |                  |                  |                  |  |
|  | 2B               | Red Bull Bragantino | 0                |           |   |                 |                 |                 |  | 1 | Corinthians      | 1                | 0                | 1                |                  |  |
|  |                  |                     |                  |           |   |                 |                 |                 |  | 1 | Corinthians      | 1                | 0                | 1                |                  |  |
|  |                  |                     | 2                | Palmeiras | 0 | 0               | 0               |                 |  |   |                  |                  |                  |                  |                  |  |
|  | 1D               | São Bernardo        | 2                | Palmeiras | 0 | 0               | 0               | 0               |  |   |                  |                  |                  |                  |                  |  |
|  | 1D               | São Bernardo        |                  |           |   |                 |                 | 0               |  |   |                  |                  |                  |                  |                  |  |
|  | 2D               | Palmeiras           | 3                |           |   |                 |                 |                 |  |   |                  |                  |                  |                  |                  |  |
|  | 2D               | Palmeiras           | 3                |           | 2 | Palmeiras       | 1               |                 |  |   |                  |                  |                  |                  |                  |  |
|  |                  |                     |                  |           | 2 | Palmeiras       | 1               |                 |  |   |                  |                  |                  |                  |                  |  |
|  |                  |                     | 3                | São Paulo | 0 |                 |                 |                 |  |   |                  |                  |                  |                  |                  |  |
|  | 1C               | São Paulo           | 3                | São Paulo | 0 | 1               |                 |                 |  |   |                  |                  |                  |                  |                  |  |
|  | 1C               | São Paulo           |                  |           |   |                 |                 |                 |  |   |                  |                  |                  |                  |                  |  |
|  | 2C               | Novorizontino       | 0                |           |   |                 |                 |                 |  |   |                  |                  |                  |                  |                  |  |
|  | 2C               | Novorizontino       | 0                |           |   |                 |                 |                 |  |   |                  |                  |                  |                  |                  |  |
|  |                  |                     |                  |           |   |                 |                 |                 |  |   |                  |                  |                  |                  |                  |  |

Nota: El equipo que ocupa la primera línea es el que define la serie como local.
|                                  |
| Bandera del estado de São Paulo  |
| Campeón Corinthians 31.er título |

## Clasificación general
| Pos. | Equipo              | Pts. | PJ | G  | E | P | GF | GC | Dif. | Clasificación o descenso |
| ---- | ------------------- | ---- | -- | -- | - | - | -- | -- | ---- | ------------------------ |
| 1    | Corinthians         | 37   | 16 | 11 | 4 | 1 | 25 | 14 | +11  | Final                    |
| 2    | Palmeiras           | 30   | 16 | 8  | 6 | 2 | 25 | 11 | +14  | Final                    |
|      |                     |      |    |    |   |   |    |    |      |                          |
| 3    | São Paulo           | 22   | 14 | 6  | 4 | 4 | 19 | 14 | +5   | Semifinales              |
| 4    | Santos              | 21   | 14 | 6  | 3 | 5 | 23 | 16 | +7   | Semifinales              |
|      |                     |      |    |    |   |   |    |    |      |                          |
| 5    | São Bernardo        | 23   | 13 | 7  | 2 | 4 | 19 | 19 | 0    | Cuartos de final         |
| 6    | Novorizontino       | 18   | 13 | 4  | 6 | 3 | 13 | 12 | +1   | Cuartos de final         |
| 7    | Red Bull Bragantino | 17   | 13 | 5  | 2 | 6 | 14 | 15 | −1   | Cuartos de final         |
| 8    | Mirassol            | 16   | 13 | 5  | 1 | 7 | 21 | 23 | −2   | Cuartos de final         |
|      |                     |      |    |    |   |   |    |    |      |                          |
| 9    | Ponte Preta         | 22   | 12 | 6  | 4 | 2 | 12 | 8  | +4   |                          |
| 10   | Guarani             | 13   | 12 | 3  | 4 | 5 | 14 | 14 | 0    |                          |
| 11   | Velo Clube          | 13   | 12 | 3  | 4 | 5 | 13 | 16 | −3   |                          |
| 12   | Portuguesa          | 13   | 12 | 2  | 7 | 3 | 15 | 16 | −1   |                          |
| 13   | Botafogo-SP         | 11   | 12 | 2  | 5 | 5 | 8  | 13 | −5   |                          |
| 14   | Noroeste            | 8    | 12 | 1  | 5 | 6 | 12 | 19 | −7   |                          |
| 15   | Água Santa          | 7    | 12 | 1  | 4 | 7 | 10 | 23 | −13  | Descenso a la Serie A2   |
| 16   | Inter de Limeira    | 7    | 12 | 0  | 7 | 5 | 9  | 19 | −10  | Descenso a la Serie A2   |

 Fuente: Paulistão
Criterios de clasificación: 1) Puntos; 2) Partidos ganados; 3) Diferencia de goles; 4) Goles a favor; 5) Puntos en enfrentamientos directos; 6) Play-off.

## Goleadores
| Jugador       | Equipo     | Goles |
| ------------- | ---------- | ----- |
| Guilherme     | Santos     | 10    |
| Daniel Amorim | Velo Clube | 6     |